# Viliam Pauliny-Tóth
Viliam Pauliny-Tóth (pseudonymy Amaranth, Boleslav, Budišovský, Marek Rozmarín, Lysický, Miloslavín, M. I. H., Mína, Mydloslav, Mydloslav Vechťovič, Podolský, Rozmarín, V. Miloslavín, V. Podolský) (3. června 1826, Senica, Uhersko – 6. května 1877, Martin) byl slovenský politik, spisovatel-beletrista, básník, publicista a překladatel, významný představitel skupiny štúrovců.

## Životopis
Pocházel z rodiny evangelického faráře, ale jako sirotek vyrůstal u příbuzných v Zemianském Podhradí. Vzdělání získal v Novém Městě nad Váhem, Senici, Komárně, Modře a nakonec na lyceu v Bratislavě. Pobyt v Bratislavě a studium zcela pod vlivem Ľudovíta Štúra ovlivnily celou jeho literární činnost i smýšlení. Pracoval jako vychovatel ve šlechtické rodině, což mu umožnilo setkat se s J. Rotaridesem a Janko Kráľem. Později se stal profesorem na lyceu v Kremnici.
Krátce působil v košútovské armádě, ze které brzo dezertoval a v roce 1849 se stal důstojníkem slovenského povstaleckého vojska. Po revoluci pracoval jako úředník na vícero místech. Po svatbě získal adoptováním šlechtický titul a ke svému jménu si začal připojovat i jméno manželčino. Žil v Budíně, Skalici a po smrti K. Kuzmányho se přestěhoval do Martina, kde se stal úřadujícím místopředsedou Matice slovenské a vedoucí osobností slovenského politického života. Zasloužil se o vznik martinského gymnázia, Knihtiskařského spoluúčastnického spolku. V letech 1871–1874 byl zodpovědným redaktorem Národních novin, ve kterých také publikoval svoje práce. Po uzavření Matice slovenské se spolu s J. M. Hurbanem snažil intervenovat v její prospěch ve Vídni.

## Tvorba
Svojí tvorbou je řazen do tzv. memorandově-matičního období. V Budíně vydával časopis Černokňažník a Sokol, později ve vydávaní pokračoval ve Skalici. Kromě toho pracoval jako redaktor v Matici slovenské a redigoval její časopis Letopis. Ve svých dílech se věnoval propagaci ideálů a bojoval jimi za národní a sociální práva. Víceré z jeho revolučních básní časem zlidověly (Falošná milovnica, Slovenčina). V oblasti prózy se věnoval psaní novel, povídek a dalších krátkých literárních útvarů, které se vyznačují svým dokumentárním pohledem na společnost a politické dění. Některá díla také doplňují i události z jeho vlastního života, anebo jde o díla, ve kterých podává obraz o životě svých souputníků (např. Ľudovít Štúr). Kromě vlastní tvorby se věnoval i překladům literatury z ruštiny (Ivan Sergejevič Turgeněv, Alexander Sergejevič Puškin), němčiny, francouzštiny či maďarštiny. Kromě překladů uveřejnil i několik adaptaci divadelních her zahraničních autorů (Szigligeti, Benedix, Fredro a jiných). Kromě poezie a krátkých próz také publikoval množství článků a novinových seriálů.

## Dílo
- Seznam děl v Souborném katalogu ČR, jejichž autorem nebo tématem je Viliam Pauliny-Tóth

- 1848 – Vek slobody a premeny najnovšie, politicko-agitační brožura
- 1850 – Zlatý prsteň, epická historická pověst, patrně jeho vůbec nejrozsáhlejší dílo
- 1862 – Trinásta pieseň
- 1862 – Škola života
- 1862 – Kocúrkovský bál, veselohra
- 1862 – Ľudská komédia, desetidílné alegorické básnické drama napsané v předvečer revoluce v roce 1846
- 1862 / 1863 – Jánošík, 2 díly
- 1864 – Náš človek
- 1865 – Politika oportunity
- 1865 – Slovenský Vlastimil alebo meru otázok a odpovedí o terajších záležitostiach národa slovenského, předvolební instrukce
- 1865 – Kráľova žena, historická povídka
- 1866 – Dvaja Justhovci
- 1866 – Kyčina, historická povídka
- 1866 – Staré i nové piesne Viliama Podolského, soubor poezie
- 1866 / 1870 – Besiedky, čtyřdílný soubor jeho původní i přeložené poezie
- 1867 – Slovenský pravopis
- 1867 – Pansláv, veselohra
- 1867 – Tatarský plen, historická povídka
- 1868 – Trenčiansky Matúš, historická povídka
- 1870 – Volebné rozpomienky
- 1870 – Tri dni zo Štúrovho života, biografická próza
- 1870 – Listy ku slovenskému Tomášovi
- 1872 – Listy k židom
- 1876 – Slovenské bájeslovie, vědecká práce
- 1877 – Básne Viliama Paulinyho-Tótha, sbírka básní, kterú připravila jeho dcera a vyšla až po jeho smrti